# Hana Koníčková
Hana Uimonen, rozená Koníčková (* 24. února 1992, Uherské Hradiště), je bývalá česká florbalistka, mistryně Česka a Finska, reprezentantka a bronzová medailistka z Mistrovství světa 2011. V nejvyšších florbalových soutěží Česka, Finska a Švýcarska hrála v letech 2007 až 2023.

## Klubová kariéra
Koníčková s florbalem začínala v rodném městě v klubu 1.AC Uherský Brod. V roce 2007 přestoupila do FBC Liberec, protože v severních Čechách studovala na gymnáziu. Za Liberec nastoupila poprvé v nejvyšší soutěži hned v sezóně 2007/2008 v 15 letech. Liberecké ženy v tomto roce získaly bronz, svoji poslední medaili. Koníčková za Liberec odehrála dalších sedm sezón, ve kterých patřila k největším oporám týmu, v sezónách 2009/2010 a 2010/2011 byla jeho nejproduktivnější hráčkou. V roce 2011 získaly stříbro v Poháru.
V roce 2015 přestoupila na rok do finské nejvyšší soutěže do klubu NST Lappeenranta. Jako druhá česká florbalistka v historii (po Daniele Kreisingerové) v sezóně 2015/2016 vyhrála s klubem finský titul. V této sezóně skončila na druhém místě v anketě o nejlepší českou florbalistku sezóny.
Po návratu do Česka odehrála jednu sezónu opět za Liberec. V roce 2017 přestoupila na rok do 1. SC Vítkovice, se kterými v sezóně 2017/2018 získala mistrovský titul. V posledním zápase semifinálové série vstřelila pět gólů a ve finálovém zápase rozhodující branku v prodloužení.
Na sezónu 2018/2019 se znovu vrátila do Liberce.
Po roce přestoupila do švýcarské National League A do týmu úřadujícího mistra Kloten-Dietlikon Jets, kde již v té době působila její reprezentační spoluhráčka Natálie Martináková. S Jets získaly v roce 2020 stříbro v Poháru mistrů. Ve stejné soutěži pokračovala v týmu Red Ants Rychenberg Winterthur od sezóny 2020/2021 až do konce své vrcholové kariéry v roce 2023.

## Reprezentační kariéra
Koníčková reprezentovala Česko na juniorských mistrovstvích světa v letech 2008 a 2010. Na druhém z nich Češky získaly první bronz.
V ženské reprezentaci hrála poprvé na mistrovství v roce 2009 v 17 letech jako nejmladší hráčka sestavy. Na dalším mistrovství v roce 2011 s reprezentací získala první český ženský bronz. Na šampionát v roce 2013 nebyla nominována. Zúčastnila se ale dalších čtyřech mistrovství mezi lety 2015 a 2021.
Se šesti starty patří k českým hráčkám s nejvyšším počtem účastí. Na Mistrovství v roce 2021 posunula český rekord Tomáše Sladkého v počtu odehraných zápasů v reprezentaci na 135 a mezi ženami se společně se Švýcarkou Tanjou Stellaovou dostala na první místo i mezinárodně. Na tomto turnaji ukončila reprezentační kariéru. Její český rekord v počtu zápasů překonala na dalším mistrovství Eliška Krupnová.
| Umístění               | Soutěž                                           |
| ---------------------- | ------------------------------------------------ |
| 5.                     | Mistrovství světa ve florbale žen do 19 let 2008 |
| 4.                     | Mistrovství světa ve florbale žen 2009           |
| alt = Bronzová medaile | Mistrovství světa ve florbale žen do 19 let 2010 |
| Bronzová medaile       | Mistrovství světa ve florbale žen 2011           |
| 4.                     | Mistrovství světa ve florbale žen 2015           |
| 4.                     | Mistrovství světa ve florbale žen 2017           |
| 4.                     | Mistrovství světa ve florbale žen 2019           |
| 4.                     | Mistrovství světa ve florbale žen 2021           |